# Pont-de-Ruan
Pont-de-Ruan è un comune francese di 852 abitanti situato nel dipartimento dell'Indre e Loira nella regione del Centro-Valle della Loira.

## Società

### Evoluzione demografica
Abitanti censiti